# Ivo dos Santos
Ivo dos Santos (Lisboa, 20 de octubre de 1985) es un deportista australiano que compitió en judo. Ganó seis medallas de oro en el Campeonato de Oceanía de Judo entre los años 2008 y 2014.

## Palmarés internacional
| Campeonato de Oceanía | Campeonato de Oceanía        | Campeonato de Oceanía | Campeonato de Oceanía |
| Año                   | Lugar                        | Medalla               | Categoría             |
| --------------------- | ---------------------------- | --------------------- | --------------------- |
| 2008                  | Christchurch (Nueva Zelanda) | Medalla de oro        | –66 kg                |
| 2010                  | Canberra (Australia)         | Medalla de oro        | –66 kg                |
| 2011                  | Papeete (Francia)            | Medalla de oro        | –66 kg                |
| 2012                  | Cairns (Australia)           | Medalla de oro        | –66 kg                |
| 2013                  | Apia (Samoa)                 | Medalla de oro        | –66 kg                |
| 2014                  | Auckland (Nueva Zelanda)     | Medalla de oro        | –66 kg                |